# Order Gwiazdy Indii
Order Gwiazdy Indii, właśc. Order Wielce Wzniosły Gwiazdy Indii (ang. The Most Exalted Order of the Star of India) – brytyjski wysoki order, ustanowiony przez królową Wiktorię, nadawany od 1861 do 1947 osobom szczególnie zasłużonym dla Indii Brytyjskich.
Suwerenem orderu był aktualnie panujący władca, a wielkim mistrzem ex officio wicekról Indii.

## Podział orderu
Order podzielono na trzy klasy różniące się wyglądem:
- Kawaler Wielki Komandor – Knight Grand Commander (GCSI) – wielka wstęga i łańcuch z gwiazdą,
- Kawaler Komandor – Knight Commander (KCSI) – krzyż komandorski z gwiazdą,
- Towarzysz – Companion (CSI) – krzyż komandorski.